# Ben Savage
Ben Savage (født Bennett Joseph Savage den 13. september 1980 i Chicago, Illinois) er en amerikansk skuespiller og barnestjerne. Han er mest kendt for sin rolle som Cory i serien "Boy Meets World". Han har også haft andre optrædener i mere eller mindre kendte serier, så som Chuck, Still standing og Without a Trace.
I Disney Channel-serien Phil of The Future (Phil fra Fremtiden) spiller han sig selv i en af episoderne.